# شروود شوارتز
شروود شوارتز (انگلیسی: Sherwood Schwartz؛ ۱۴ نوامبر ۱۹۱۶ – ۱۲ ژوئیهٔ ۲۰۱۱) فیلم‌نامه‌نویس و تهیه‌کننده تلویزیونی اهل ایالات متحده آمریکا بود. وی بین سال‌های ۱۹۳۸ تا ۲۰۱۱ میلادی فعالیت می‌کرد.